# 安東·凱托夫特
安東·凱托夫特（瑞典語：Anton Cajtoft，1994年2月13日—）是瑞典的一位足球運動員。他現在效力於瑞典足球超級聯賽球隊莊高平索特拿，在場上的位置是守門員。他在2012年升入莊高平索特拿一隊。他也代表瑞典U21國家隊參賽，並參加了和2017年歐洲U21足球錦標賽。

## 外部連結
- 安東·凱托夫特－UEFA國際賽競賽紀錄
- Anton Cajtoft （页面存档备份，存于） at ESPNFC
- Swedish Football Federation profile （页面存档备份，存于）